# Goerodes koriaensis
Goerodes koriaensis är en nattsländeart som först beskrevs av Kobayashi 1989.  Goerodes koriaensis ingår i släktet Goerodes och familjen kantrörsnattsländor. Inga underarter finns listade i Catalogue of Life.